# Dalla tua parte (Alessandra Amoroso)
Dalla tua parte è un singolo della cantante italiana Alessandra Amoroso, pubblicato il 4 gennaio 2019 come terzo estratto dal sesto album in studio 10.

## Descrizione
Il brano è stato composto da Federica Abbate, Cheope e Dardust e ha come tema la descrizione di chi si mette in gioco per i propri valori e per le proprie idee, in ogni sentimento. Durante la pubblicazione del singolo, la cantante ha dichiarato suoi propri social: "Mi è capitato di pensare a più persone mentre cantavo questa canzone... e ovviamente la Big Family è inclusa, più o meno come da dieci anni a questa parte." Il brano viene cantato durante l'esibizione della cantante in veste di ospite nella terza serata del Festival di Sanremo 2019.

## Video musicale
Il video musicale, diretto dagli YouNuts! (Antonio Usbergo e Niccolò Celaia), è stato pubblicato il 7 febbraio 2019 attraverso il canale YouTube della cantante e vede diverse situazioni familiari alľ interno di una casa abbandonata riadattata per le riprese.

## Tracce
Testi e musiche di Federica Abbate, Cheope e Dario Faini.
1. Dalla tua parte – 3:46